# Tapeinosperma megaphyllum
Tapeinosperma megaphyllum är en viveväxtart som beskrevs av Carl Christian Mez. Tapeinosperma megaphyllum ingår i släktet Tapeinosperma och familjen viveväxter. Inga underarter finns listade i Catalogue of Life.